# 구와야마 가즈하루 (초대)
구와야마 가즈하루(일본어: 桑山一晴)는 아즈치모모야마 시대부터 에도 시대 전기 까지의 무장, 다이묘이다. 야마토 신조 번 초대 번주이며 다나가와 번 초대 번주 구와야마 시게하루(桑山重晴)의 장손이다.
아버지는 구와야마 가즈시게(桑山一重)이다. 말년까지 후사가 없어 동생 가즈나오(一直)를 양자로 들여 후사를 잇게하였다.
다인 구와야마 사다하루는 가즈하루의 숙부이다.